# Bahawetdin Wäisev
Bahawetdin Wäisev (tat . Baһavetdѝn Hәmzә uly Vәѝsev, 12 de septiembre de 1810, el pueblo de Mullah Ile Sviyazhsky distrito de la provincia de Kazán, ahora un pueblo Satlamyshevo Apastovski región de la República de Tatarstán (según otras fuentes, el pueblo Molvino) - 1893, Kazán) fue un líder político y religioso de la Rusia del siglo XIX, fundador del bulgarismo y el líder del movimiento Wäisi. Además de ello, fue el fundador de la "Hermandad Blanca", sociedad dedicada a la investigación y divulgación de las profecías de Nostradamus.

## Biografía
Wäisev recibió su nombre en honor a Bagautdin Naqshbandi, el fundador de la hermandad Naqshbandi. El padre de Bahawetdin, Khazrat Khamza, era un mullah en el pueblo de Satlamyshevo, en el cual murió en 1812. Su madre, Muhamedyar Bibi-Jamil era hija de un "akhun provincial, o decano".
Según el testimonio de Ibrahim bin Zainulla Al Bulgari : “Bahawetdin Wäisev tenía documentos que probaban que su padre descendía directamente del profeta Mahoma, y que su madre era igualmente descendiente de un clan noble búlgaro. Estos documentos ahora están perdidos, ya que en 1881 la casa de oración de Wäisev fue allanada por la policía zarista, quién confiscó todos los documentos y otras propiedades y posteriormente destruyó”  .
En 1884 Wäisev fue internado en el Hospital Psiquiátrico del Distrito de Kazán, donde murió en 1893.

## Pensamiento
Wäisev fue parte de la ola reformista dentro del islam que tuvo lugar en los dominios del imperio ruso a finales del siglo XIX conocida como jadidsmo, el cual pretendía compaginar la religión islámica con los movimientos políticos modernos, tal como el nacionalismo, el liberalismo, el socialismo, el estado de derecho, la democracia y otros conceptos recientes. Como muchos otros jadidstas de su época, Wäisev simpatizó con movimientos como el pantúrquismo, el antiimperialismo y el panislamismo.
Wäisev ambicionaba crear un movimiento islámico moderno y aspirante a establecer un estado turco-musulmán independiente. Bahawetdin Wäisev tomará como punto de referencia a la antigua Bulgaria del Volga, defendiendo la idea de una identidad colectiva y nacional tártara heredera de esta nación desaparecida y con derecho a autodeterminarse como pueblo.
Wäisev no solo simpatizaba con el nacionalismo, también lo hacía con el socialismo europeo. Para Wäisev, el planteamiento socialista no era incompatible con el islam, si no por el contrario, totalmente lógico. Sus ideas alcanzaron relativa popularidad entre muchos campesinos y artesanos tártaros, reuniendo pronto varios miles de seguidores. Para Wäisev, la única forma de aspirar a la independencia nacional era a través de un alzamiento armado contra el Imperio Ruso y contra los terratenientes locales el cual debía darse a raíz de una alianza entre campesinos y la pequeña burguesía. Según sus ideas, el nuevo estado búlgaro se encargaría de expropiar y colectivizar las tierras para los campesinos y distribuir la riqueza de los grandes propietarios de forma equitativa para lograr así una mayor igualdad entre las clases sociales. Para Wäisev, un estado verdaderamente musulmán debía asegurarse de velar por los intereses de toda la comunidad y defender la justicia social.
Para Bahawetdin Wäisev y sus seguidores estos tres conceptos, nación, socialismo e islam, eran inseparables entre sí. Así pues también defendían la gran importancia del Corán y la Sharia en la vida de los ciudadanos del aspirado estado búlgaro. Muchos consideran a Wäisev como uno de los primeros socialistas islámicos y su legado influirá a otros revolucionarios musulmanes rusos, tal es el caso de Mullanur Waxitov o de Mirsaid Sultan-Galiev, así como del turco Sociedad del Ejército Verde (Yeşil Ordu Cemiyeti).

## Literatura
en ruso
- Glukhov MS Nuevas talas: ensayos sobre la tradición local. - Kazán: Tatar Book Publishing House, 1990.- 271 p.
  - Glukhov M. DESDE. Es hora de recoger piedras (pensamientos en voz alta)
- Baha ud Din Vaisov Bulgari. "Tarihi hojagon" ("El camino de los maestros"), Kazán, 1874
- Eliseev E. Crónicas misioneras // Declaraciones eparquiales de Tobolsk . - 1912. - No. 5. - P. 77.
- Sardar Gaynan ad Din Vais zade Al Bulgari "Jevokhir-i Hikmet Darvishon" ("Dichos preciosos de dos derviches") partes I, II, III, Kazán, 1907-1908.
- Noticias de la Sociedad de Arqueología, Historia y Etnografía de la Universidad de Kazan. - Kazán, 1909. - T. 25. - Edición. 9: Documentos relacionados con la secta Vaisov. - S. 156.
- Klimovich L.I. Islam en la Rusia zarista. M., 1936
- Midkhad Vaisov Bulgari. ¿Quiénes son los vaisovitas después de todo? Moscú, 1981 (Samizdat, de la biblioteca personal de Tagir Abdullah Al Bulgari).
- Kemper M., Usmanova D. M. Bagautdin Vaisov y los disturbios de 1877-1878 // Gasyrlar avazy - Eco de los siglos, 2001 ¾.
- Kemper M. Bagautdin Vaisov // Islam en el territorio del antiguo Imperio Ruso. Diccionario enciclopédico. Número 3. - M., 2001
- Senyutkina ON Vaisovstvo en el contexto del turquismo político ruso // Noticias de instituciones de educación superior . Región del Volga. Ciencias humanitarias. 2006. N 3.P.45-51
- Usmanova D. METRO. Aspectos de estudio de fuentes del estudio de la historia del movimiento Vaisov. "Regimiento de los Viejos Creyentes Musulmanes de Vaisov": la historia del movimiento // Rusia y el mundo moderno: problemas de desarrollo político: materiales de la II conferencia científica internacional interuniversitaria. - M., 2006 .-- Parte 2. - Pág. 37.
- Faizrakhmanov G. L. Historia de los tártaros siberianos (desde la antigüedad hasta principios del siglo XX). - Kazán, 2002 .-- p. 420.
- Faizrakhmanov G.L.Siberian Tatars como parte del estado ruso: Dis. ... Dr. East. ciencias. - Kazán, 2005 .-- S. 280.
- Khoruzin A.N. Movimiento moderno entre musulmanes rusos // Interlocutor ortodoxo . - 1910.- Abril. - S. 430.
- Shakurov K. R. Actividad de la secta musulmana "Regimiento de Dios de Vaisov" en la provincia de Tomsk // Boletín de la Universidad Estatal de Tomsk . No. 305. 2007. P. 100-103.
- Movimiento Shakurov K. R. Vaisov en Rusia en las décadas de 1860 y 1930. : resumen dis. ... candidato de ciencias históricas : 07.00.02. Kazán. Universidad Federal de Kazán (Región del Volga), 2011 19 p.

en otros idiomas
- Vaisov G. Kagarmane Millut Mkahidel-Islam Vђisilђr tarikhy џђm im mali programmats. - Kazán, 1917 .-- B.19.
- Wajsow CMG Wajsow, wajsowsy i stosunek do nich Lwa Tolstoja // Rocznik Tatarski. - Wilno, 1932. - TI - pág. 218.